# Биоскоп Арена (Сомбор)
Биоскоп Арена (Сомбор), познатији као "Звезда биоскоп" је први зидани објекат подигнут искључиво за намене приказивања филмова, 1912. године, налази се у Улици Париској, у Сомбору, у Западнобачком округу. Дело је двојице сомборских визионара Ернеста Бошњака и Карла Цвиршица.

## Историјат
Први наменски објекат у граду за биоскоп, сазидан је у китњастом стилу касне мађарске сецесије. На некадашњем поседу кројачког мајстора Игњаца Парчетића, Јакобчића, почела је 1911. године изградња првог зиданог биоскопа Арена. Изградњу су финансирали Карло Цвиршиц и Лајош Фалционе, а градитељ је био пештански архитекта Шандор Херцег.
Подигнута је у стилу сецесије, са бетонском фасадом масивних облика. Фасада се одликује изузетно наглашеним и раскошним лучним порталом улаза. Изнад улаза се налазио велик полукружни стаклени прозор, изнад кога је било написано име биоскопа, а на крову се налазила купола која се завршвала куглом, са високим металним врхом. Биоскоп је имао око 400 места (партер и балкон).
У новој биоскопској згради прве филмске представе почеле су да се приказују 1912. године. Све до појаве звучног филма, сваку пројекцију пратио је клавириста Коропотвински, који се налазио у подножју филмског платна, те су због тога најлошија места у биоскопу, односно први редови, називани "клавир-ложом".
Када се Лајош Фалционе повукао из овог посла, власник биоскопа је остао Карло Цвиршиц, који је 1920. године биоскопску зграду продао Јолани Песинг, након чега је биоскоп променио још неколико власника.
Током 1922. године биоскоп неко време није радио због попуцале таванице и опасности по посетиоце.
Биоскоп Арена је већ 1931. године постао "тон-биоскоп".
После Другог светског рата, када је 1950. године основано Градско биоскопско предузеће, касније названо "Екран", некадашњи биоскоп Арена припао је овом предузећу и преименован је у Звезду, а његов капацитет био је 430 седишта. На уличној фасади зграде и данас постоји обликована у малтеру, звезда петокрака по којој се и биоскоп после Другог светског рата звао "Звезда".
Овај биоскоп је од 1957. године добио кинемаскоп технику и платно од осам метара, у целој ширини сале.
Биоскоп Звезда радиће до деведесетих година 20. века, када ће бити угашен.

## Двојица визионара
Двојица сомборских визионара који су схватила епохални значај тек настајале филмске уметности су Ернест Бошњак и Карло Цвиршиц те је  Биоскоп Арена њихово идејно дело. Оно су још године 1909. године купили потребну кино-апаратуру и на градском вашаришту, иза здања Жупаније, покренули први сомборски биоскоп Арена. Био је то први наменски биоскоп на простору данашње Војводине. Саграђен је од дасака и платна, са два висока дрвена торња, а имао је 450 седишта. Биоскоп на вашаришту радио је све до 1912. године.

### Ернест Бошњак
Био је пионир војвођанске кинематографије, сниматељ који је први код нас применио технику "швек", редитељ и продуцент, штампар, издавач и уредник бројних листова у Сомбору, вечити сањар да "од Сомбора Холивуд начини".

### Карло Цвиршиц
Најзаслужнији је за електрификацију Сомбора и бројних места у Бачкој, првих деценија прошлог века. Mеђу првима је у граду имао електричарску радњу, продавао радио-апарате, аутомобиле, био заступник угледних домаћих и ино фирми тога времена, а тридесетих година прошлог века успева да наговори Швајцарца Дутлија да изгради Млекару, данашњи "Сомболед".

## Биоскоп данас
Биоскоп Арена је данас променио своју намену. У сали биоскопа сада је смештен кинески тржни центар. Са мањим  изменама објекат је задржао оригинални стил.

## Галерија
- Биоскоп Арена
- Биоскоп Арена
- Биоскоп Арена
- Биоскоп Арена